# Driftwood (Moody Blues)
Driftwood is een lied geschreven door Justin Hayward voor het album Octave van The Moody Blues.
Driftwood is een rustig romantisch lied in de stijl van Nights in White Satin. Haywards leven lijkt als drijfhout op het strand te eindigen ("Driftwood on the shore"). Het is het eerste nummer van de Moodies waarin een altsaxofoon te horen is; hier gespeeld door R.A. Martin ofwel Bobby/Robert Allen Martin uit de band van Frank Zappa.
In oktober 1978 (VS), december 1978 (NL) werd een enigszins verkorte versie Driftwood door Decca Records uitgebracht als single met op de B-kant I’m your man, ook al een romantisch lied, dit maal van Ray Thomas. In het tijdpad van de Moodie-singles is dit de laatste single waarop toetsenist Mike Pinder te horen is. Toen de single werd uitgebracht was hij echter al weg bij The Moody Blues, vandaar dat in de begeleidende videoclip zijn opvolger Patrick Moraz is te zien. Thomas playbackt hier op de saxofoon.
De single stond zeven weken lang genoteerd in de Billboard Hot 100 en bereikte daarin de 59e plaats. In Europa werd geen notering behaald.